# MIZ (ヴァイオリニスト)
MIZ（みず、1983年2月19日 - ）は、日本のヴァイオリニスト。千葉県生まれ、東京都在住。

## 活動
3歳からバイオリンを始める。『EXILE』『D-LITE』『神田沙也加』『影山ヒロノブ』『ゴールデンボンバー』『ライチ☆光クラブ』などの楽曲に参加し、レコーディングも担当。華やかなルックスと型にはまらない演奏パフォーマンスが特徴。
クラシック以外にもロック、ポップス、VOCALOID、ゲームミュージックなど演奏の範囲は広く、ニコニコ動画「演奏してみた」など、演奏動画のYouTube再生回数は合計220万再生を超える。
2014年に開催された「Diners Club Social Jazz Session 2013-14」にて360名の応募者から10名の優秀者の内の1人に選ばれ（最優秀者には選ばれず）、2014年4月1日、ブルーノート東京店舗にてリー・リトナーやCrystal Kayと一夜限りの共演を果たす。

## 出演

### イベント
- 2012年4月 「ニコニコ超パーティー in幕張メッセ」出演
- 2013年4月
  - 交響楽団「ワルプルギスの夜」 - 『魔法少女まどか☆マギカ』の楽曲を演奏するコンサート。コンサートミストレスを務める[1][2]。
  - 「ニコニコ超会議」出演。
- 2013年「PERSONA MUSIC FES 2013 〜in 日本武道館[3]」出演
- 2015年
  - 「PERSONA SUPER LIVE 2015 〜in 日本武道館 -NIGHT OF THE PHANTOM-[4]。」出演
  - 2月 交響楽団「ワルプルギスの夜」コンサートミストレスを務める。
- 2017年「PERSONA SUPER LIVE P-SOUND BOMB!!!! 2017～港の犯行を目撃せよ！～」出演
- 2019年「PERSONA SUPER LIVE P-SOUND STREET 2019 〜Q番シアターへようこそ〜[5]。」出演
- 2020年
  - 「サクラ大戦アコースティック音楽会『桜の夕べ』」出演
  - 「岡本真夜 オンラインライブ」出演
  - 「ReoNa Online Live "UNDER-WORLD"」出演
- 2021年
  - 「KENJI ITO The 30th Anniversary Concert」出演
  - 2月「リスアニ! LIVE2021」出演
  - 3月「立石純子 星祭りvol.21〜星空舞踏会〜」出演
  - 4月「ReoNa ONE-MAN Concert Tour “unknown”」出演
  - 6月「GACKT LAST SONGS feat.K」出演
  - 7月「岡本真夜 25th"+1" ANNIVERSARY Concert 2021 ～Thanks a million～」出演
  - 8月「鈴木あい ワンマンライブ ～あの日を忘れない～ vol.3」出演
  - 9月「サクラ大戦 アコースティック音楽会『25周年の集い』」出演
  - 9月「Songful days SEASON2 with "ReoNa"」出演
  - 10月「おかやま国際音楽祭2021『岡本真夜 Anniversary NIGHT』」出演
  - 10月「大森真理子『こころむすびVol.2』」出演
  - 11月「アナザーエデン 時空を超える猫『for fragile time』」出演
  - 11月「立石純子 想い出の1ページVol.3 真昼の月・夜の太陽」出演
  - 11月「柏木由紀ソロコンサート『寝ても覚めてもゆきりんワールド ～これからも夢中にさせちゃうぞっ～』」出演
  - 12月「EIKICHI YAZAWA CONCERT TOUR 2021『I'm back!! ～ROCKは止まらない～』」出演
  - 12月「矢井田瞳 Christmas Concert」出演
- 2022年
  - 1月「リスアニ! LIVE 2022」出演
  - 10月「PERSONA SUPER LIVE P-SOUND WISH 2022 ～交差する旅路～」出演
  - 10月「岡本真夜コンサート 〜Thanks a million 2022〜」出演
  - 11月「TK from 凛として時雨 error for 0 vol.5」出演
  - 11月「ときのそら 5th Anniversary Live『宇宙(そら)と時空(とき)のミルキーウェイ』」出演
  - 11月「前田有加里 Birthdayワンマンライブ『8vaQueen』」出演
  - 12月「サクラ大戦アコースティック音楽会」出演
- 2023年
  - 1月「リスアニ! LIVE 2023」ReoNa　出演
  - 3月「ReoNa ONE-MAN Concert 2023「ピルグリム」at日本武道館 ～3.6 day 逃げて逢おうね～」出演
  - 3月「GACKT LAST SONGS 2023 feat. K」出演
  - 8月「Animelo Summer Live」出演
  - 9月「ミュージカル『アンドレ・デジール　最後の作品』」演奏
  - 12月「矢井田瞳『エアトリ presents 毎日がクリスマス2023』」
- 2024年
  - 2月「GACKT LAST SONGS 2024 feat. K」
  - 3月「サクラ大戦アコースティック音楽会『春うらら』」
  - 7月「GACKT-大魔王生誕祭2024-」
  - 9月「Animelo Summer Live 2024 -Stargazer-」Day3
  - 10月「ReoNa ONE-MAN Concert “Birth 2024”」
- 2025年
  - 3月「GACKT LAST SONGS 2025 feat.K」
  - 7月「GACKT -魔王生誕饗宴 2025-」

### 舞台
- アリスインプロジェクト「魔銃ドナークロニクル[6]」（2016年9月28日 - 10月2日、新馬場・六行会ホール） - イリヤ 役

## グループ活動
2012年、カルテット・玉響(たまゆら)/別名Quartz Click(クオーツクリック)を結成。パーティーや演奏会、レコーディングやMVなどで活動中。

## レコーディング参加
- 『情熱の花』EXILE
- 『奇奇怪怪』ライチ☆光クラブ
- 『Hello, World!』天月-あまつき-
- 『ローラの傷だらけ』ゴールデンボンバー
- 『symphony with misono BEST』misono
- 『monochrome』nero project
- 『Original / Waltz』Fang
- 『ALL THAT 千本桜』初音ミク
- 『青春ラブレター 〜30th Celebration Best〜』菊池桃子
- 『at FOUR』竹内アンナ
  - 1. Love Your Love
- 『COVERS -WOMAN & MAN-』加藤ミリヤ
  - 4.そばにいるね
- 『うたってきりりんぱ 2nd Season』鬼龍院翔
  - 10.歌うたいのバラッド
- 沖縄県観光局『Be. Okinawa Resort Wedding』
- 『夢がここからはじまるよ』虹ヶ咲学園スクールアイドル同好会
- 『月色Chainon』ももいろクローバーZ
- 『QueenDom』ランジュ
- 『止まらない風ぐるま』Little Parade
- 『独り言で語るくらいなら』STU48
- 『TWO-MIX 25th Anniversary ALL TIME BEST』
  - TWO-MIX 25th ANTHEM MEDLEY The Collaboration between TWO-MIX & 月蝕會議
- 『キスミー』ゴールデンボンバー
- 『おかえり桜』SHARE LOCK HOMES
- 『18』友成空
- 『君といれば』Little Glee Monster
- 『サクラクライ』本田望結
- 『嘘じゃない』崎山蒼志
- 『宜候』槇原敬之
  - 8.Counting Blessing、11.HOME、12.宜候
- 『identity』イヤホンズ
  - 3.かなしみ
- アナザーエデン 時空を超える猫 外典「霊長の理と枢機の天秤」テーマ曲『Immaculate』
- 『never ever』MeiMei
- 『WONDER MAP』鈴木愛奈
- 『呼吸』深谷エリ
  - 7.today-弦楽四重奏version-
- 『朔を見る』岡宮来夢
- 『歳月の轍』生田絵梨花
- 『ちはる feat. n-buna from ヨルシカ - From THE FIRST TAKE』キタニタツヤ
- 『Predawn』UEBO
- 『キラキラ☆フューチャー』聖シャイン
- 『リンネ』おだともあき
- 『Sounds of Love』小野大輔
- 『Something To Lose』Hinano
- 『愛しき日々』金城綾乃
- 『hololive ERROR -soundtrack-』
  - 1.Hollow life
- 『ヴァージニア』Hinano
- 『Again』SixTONES
- 『CHANGEMAKER』Hinano
- 『いつかまた...』エスポワールトライブ
- 『多面態』TaniYuuki
  - 5.もう一度（album ver.）、11.運命
- 『Quiet explosion』宮野真守
- 『奇跡なんかじゃなくたって』えのぐ
- 『紡ぐ』The Brow Beat
- 『LOVE INFINITY』Hinano
- 『青のすみか （Acoustic ver.）』キタニタツヤ

## その他
- BS日テレ「深層NEWS」(2021年)
  - オープニングとエンディング曲のストリングス担当
- 『Ark -strings arrange ver.-』あらき(2021年6月)
  - ストリングスアレンジ
- 『グンナイ』初音(2022年5月)
  - アレンジ
- YouTube『中島美嘉 – ORION | With ensemble』(2022年6月)
- YouTube『足立佳奈 – Me | With ensemble』(2022年7月)
- YouTubeTHE FIRST TAKE 『=LOVE「あの子コンプレックス」』(2022年11月)
- シン・仮面ライダー – エキストラ出演(2023年3月)
- YouTubeTHE FIRST TAKE 『キタニタツヤ「青のすみか」』(2023年8月)